# Chervis
Sium sisarum
Espèce

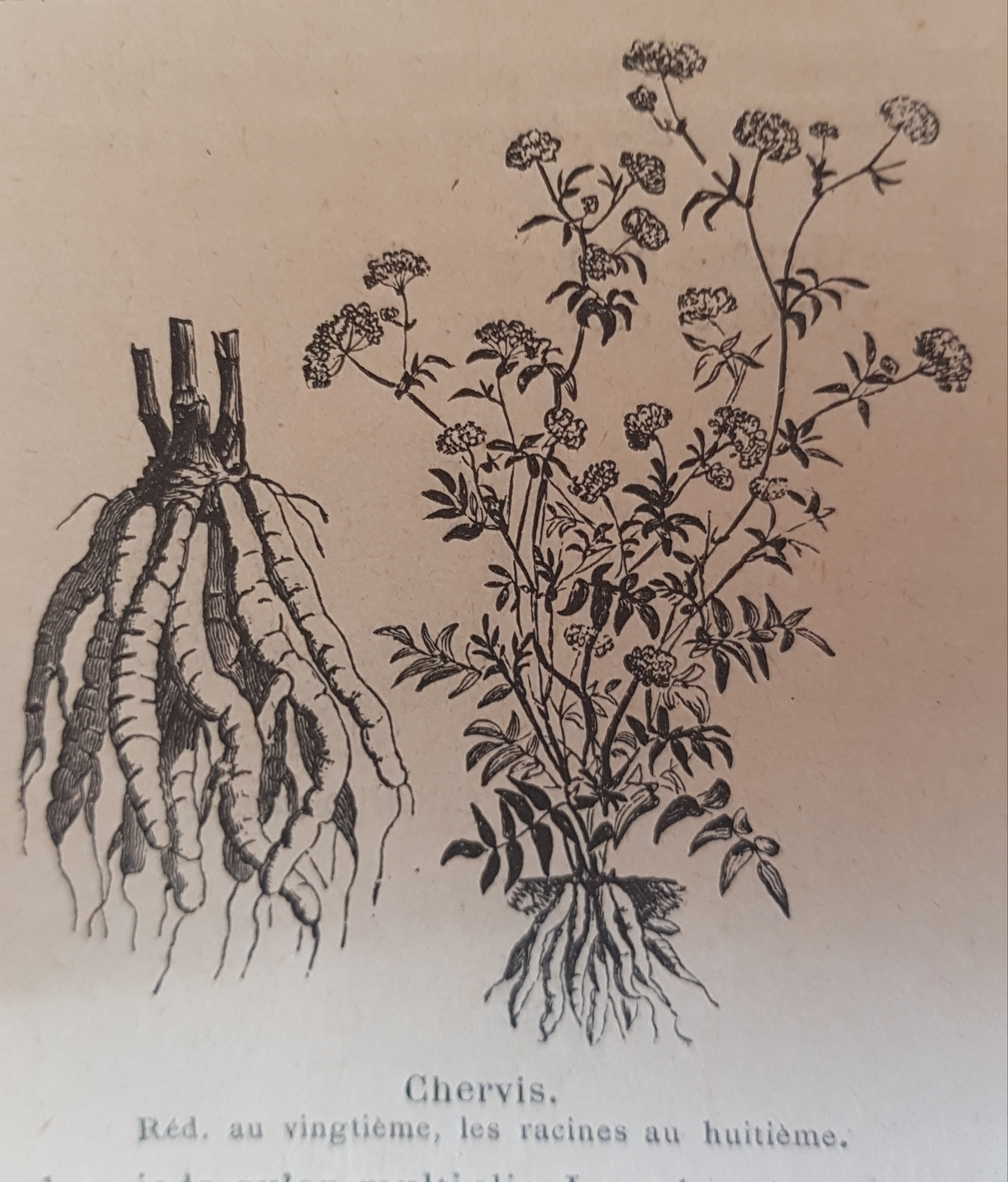
Racines et plante.

Le chervis (Sium sisarum L.) est une espèce de plantes à fleurs de la famille des Apiacées (ou Ombellifères). C'est une plante herbacée vivace origiaire d'Eurasie, autrefois cultivée comme légume pour ses racines comestibles.
Noms communs : chervis, berle des bergers, chirouis, girole. de : Zuckerwurzel, en : skirret, es : escaravía, it : sisaro.

## Description
C'est une plante herbacée vivace, très rustique, à tiges rameuses, cannelées, dressées, qui peuvent atteindre 1,5 m de haut.
Les racines tubéreuses en fuseau, fasciculées, sont renflées, charnues, de couleur blanc grisâtre extérieurement. Elles ont la chair blanche et souvent le cœur fibreux.
Les feuilles sont pennatiséquées à folioles dentées, vert foncé, brillantes. Elles rappellent celles du panais.
Les fleurs, blanches, sont regroupées en ombelles.

## Distribution
Cette espèce est originaire d'Asie occidentale et centrale (Iran, Irak, Turquie, Arménie, Azerbaïdjan, Daghestan, Kazakhstan, Kirghizistan, Tadjikistan, Turkménistan) et d'Europe de l'Est (Moldavie, Russie, Ukraine, Bulgarie, Roumanie, Hongrie).
Selon certains auteurs, ce légume aurait été introduit en France vers le XVe siècle depuis l'Allemagne et la Russie.

## Culture
La plante nécessite un sol frais, profond et bien ameubli.
La multiplication se fait par semis de préférence à l'automne (septembre-octobre), ou par division d'anciennes souches au printemps (mars-avril).
La récolte intervient de 6 à 7 mois après la plantation, à partir d'octobre, et peut s'étaler durant l'hiver, selon les besoins, jusqu'en mars.

## Utilisation
Les racines, dont le goût sucré et légèrement farineux rappelle celui du panais, se consomment cuites, accommodées à la manière des salsifis ou des scorsonères.
Les jeunes pousses, étiolées à la manière des barbes de capucin, se mangent crues en salade.
Ce légume est peut-être celui cité sous le nom de silum dans le capitulaire De Villis au Moyen Âge et qui fut à l'honneur jusqu'au XVIIe siècle.

## Liste des sous-espèces
Selon Catalogue of Life (2 avr. 2013) :
- sous-espèce Sium sisarum subsp. sisaroideum

## Calendrier républicain
Le nom du chervis est attribué au 16e jour du mois de brumaire du calendrier républicain ou révolutionnaire français, généralement chaque 6 novembre du calendrier grégorien.